# Canton de Saint-Chamond-Nord
Le canton de Saint-Chamond-Nord est une ancienne division administrative française située dans le département de la Loire et la région Rhône-Alpes.

## Histoire
Le canton de Saint-Chamond-Nord a été créé par le décret du 24 décembre 1984 scindant en deux le canton de Saint-Chamond.
Il est supprimé lors du redécoupage cantonal de 2014 par le décret du 21 février 2014.

## Représentation
| Période | Période          | Identité             | Étiquette       | Qualité |
| ------- | ---------------- | -------------------- | --------------- | --- |
| 1985    | 1989 (démission) | Gérard Ducarre       | RPR             | Pharmacien Maire de Saint-Chamond (1989-2008)                                                                       |
| 1989    | 2011             | François Rochebloine | UDF-CDS puis NC | Directeur commercial Député (1988-2017) Vice-président du Conseil général Premier adjoint au maire de Saint-Chamond |
| 2011    | 2015             | Hervé Reynaud        | DVD             | Cadre de la fonction publique Maire de Saint-Chamond (2014-2023) Élu en 2015 dans le Canton de Saint-Chamond        |

## Composition
Le canton de Saint-Chamond-Nord se composait d’une fraction de la commune de Saint-Chamond. Il comptait 17 001 habitants (population municipale) au 1er janvier 2012.
| Nom                       | Code Insee | Intercommunalité        | Population (dernière pop. légale)               |
| ------------------------- | ---------- | ----------------------- | ----------------------------------------------- |
| Saint-Chamond (chef-lieu) | 42207      | Saint-Étienne Métropole | Fraction : 17 001(2012) Commune : 35 097 (2014) |

## Démographie
| 1962 | 1968 | 1975 | 1982 | 1990 | 1999 | 2009 |
| ---- | ---- | ---- | ---- | ---- | ---- | ---- |
| -    | -    | -    | -    | -    | -    | -    |